# Consell General de l'Advocacia Espanyola
|  | No s'ha de confondre amb la corporació governamental Advocacia General de l'Estat. |

El Consell General de l'Advocacia Espanyola és una corporació professional de dret públic que agrupa als col·legis professionals d'advocats d'Espanya.
Entre les seves funcions, segons els seus estatuts, destaca l'ordenació de l'activitat professional, la defensa del prestigi de la professió, exigir a Col·legis i advocats el compliment dels deures professionals i deontològics, buscar una justícia àgil, moderna i eficaç o evitar l'intrusisme laboral.
Va ser fundat en 1943, a iniciativa del degà del Col·legi d'Advocats de Saragossa. S'organitza internament a través d'una Junta General, formada per tots els 83 col·legis professionals, que se celebra almenys una vegada a l'any i tria en vot directe i secret, cada cinc anys, a una Junta de Govern formada per deu diputats, un Tresorer, un Bibliotecari, un Secretari i regida per un President.
El desembre de 2014 comptava amb 83 col·legis professionals i més de 150.000 col·legiats, un 55% d'ells exercint. La seu principal del Consell se situa en Passeig de Recoletos, 13, de Madrid.

## Història

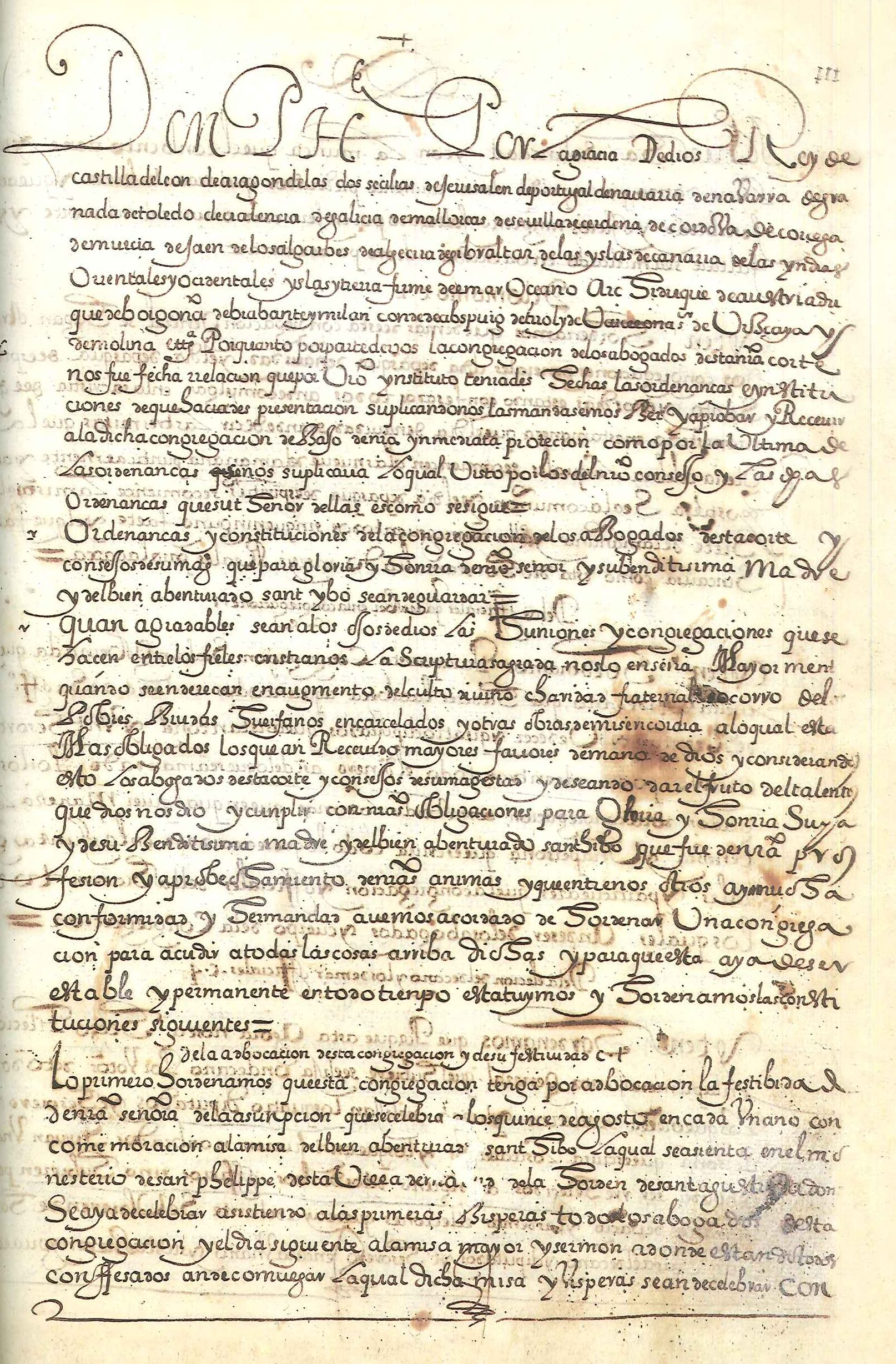
Primera pàgina de la Real Provisió de Felipe II de 15 de juliol de 1596 pro les que s'aproven i confirmen les Ordenances de la Congregació dels Advocats de la Cort

Després de la Guerra Civil i en una situació de caos organitzatiu, enmig d'una duríssima crisi econòmica i social, el partit únic de la Falange Espanyola duu a terme un procés de depuració i expulsió dels advocats desafectes al nou règim polític. En el Col·legi d'Advocats de Madrid, per exemple, entre 1939 i 1951 no es va triar al Degà de forma directa pels col·legiats. En els anys quaranta la corporació va participar en la creació d'un organisme que englobés a tots els Col·legis d'Espanya, la qual cosa es va concretar en 1943 amb la creació del Consell General de l'Advocacia espanyola.
El Consell General de l'Advocacia Espanyola s'engega en 1942, a proposta d'Emilio Laguna Azorín, en aquell temps degà del Col·legi d'Advocats de Saragossa, el col·legi d'advocats més antic d'Espanya. El Ministeri de Justícia franquista aprova les disposicions legals a l'any següent. En concret, aprova el Decret de 19 de juny de 1943 pel qual es crea una primera corporació de col·legis d'advocats, el Consell General dels Il·lustres Col·legis d'Advocats d'Espanya, desenvolupat per Ordre Ministerial de 14 d'octubre de 1943, una corporació més en una dictadura que s'autodenomina democràcia orgànica. Durant tota la dictadura, el seu funcionament es confon amb el del Col·legi d'Advocats de Madrid, amb el qual comparteix Junta Directiva.
En el final de franquisme la corporació també va participar en les turbulències polítiques del moment, amb una important participació de col·legiats en l'oposició antifranquista. El Govern franquista va arribar a intervenir en 1972 en el Col·legi d'Advocats de Madrid per evitar les candidatures a la Junta de Govern d'opositors polítics com a Enrique Tierno Galván, Pablo Castellano o José María Gil-Robles, la qual cosa va portar a la suspensió de les eleccions d'aquest any. Pedrol Rius, que va ocupar el càrrec de Degà des de 1972 fins a 1992, va adaptar les institucions de la corporació al nou marc constitucional durant la Transició democràtica.

## Serveis

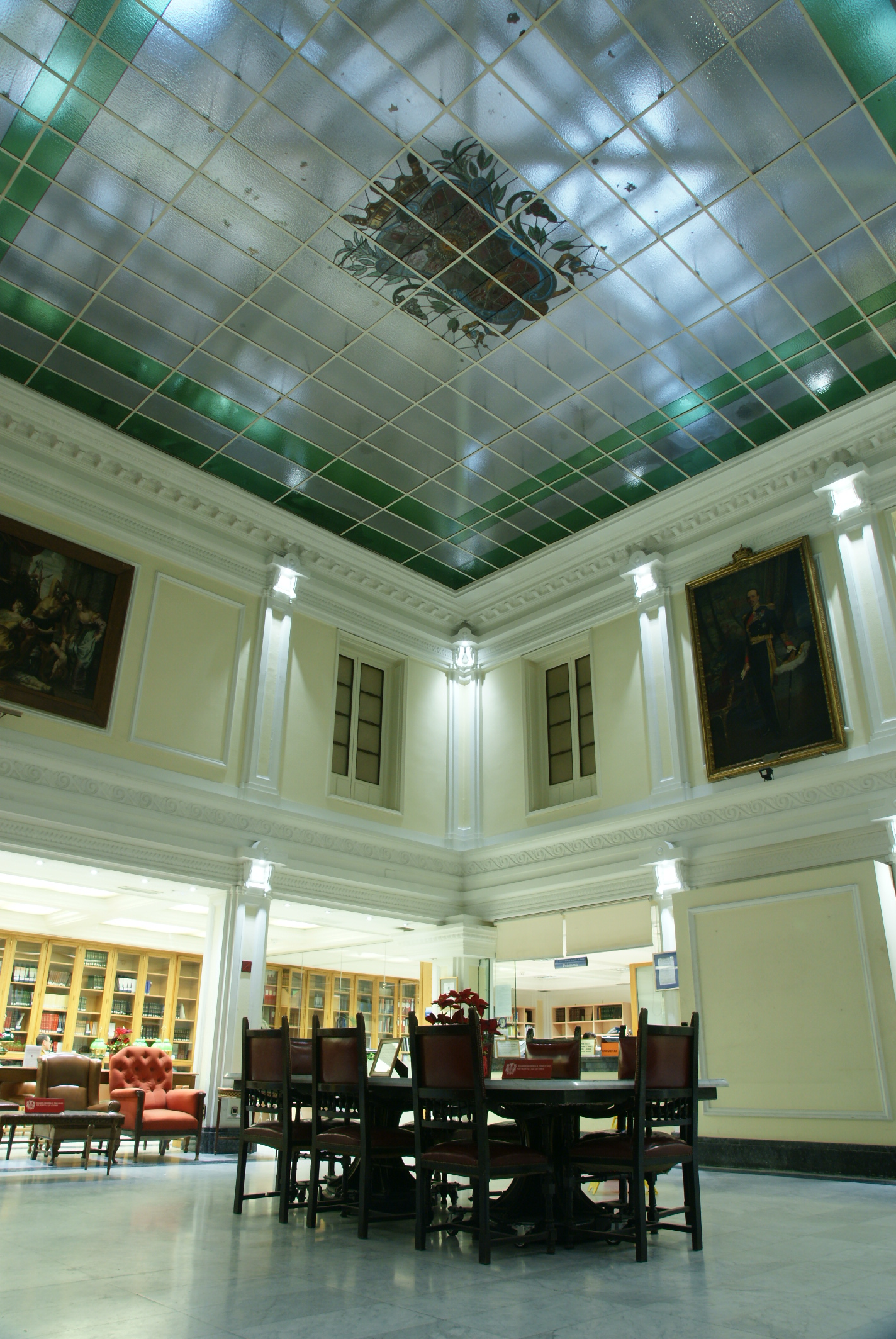
Pati interior de la Biblioteca de l'Il·lustre Col·legi d'Advocats de Madrid

El Consell General presta serveis molt diversos a Col·legis professionals i advocats en exercici, tals com a informació legal exhaustiva, informació de la legislació autonòmica, assessoria legal, justícia gratuïta, marcs legals, etc.

## Llista de presidents
Llista de presidents des de 1943
| Nom                            | Mandat    | Notes        |
| ------------------------------ | --------- | ------------ |
| Antonio Goicoechea Cosculluela | 1943-1952 |              |
| Manuel Escobedo Duato          | 1952-1959 |              |
| Fausto Vicente Gella           | 1959-1964 |              |
| José Luis del Valle Iturriaga  | 1964-1972 |              |
| Antoni Pedrol Rius             | 1973-1992 |              |
| Eugeni Gay i Montalvo          | 1992-2001 |              |
| Carlos Carnicer Díez           | 2001-2016 |              |
| Victoria Ortega Benito         | 2016      | En el càrrec |